# Francesco Pisani
Francesco Pisani (Venetië, 1494 – Rome, 1570) was een Italiaans kardinaal en adellijk persoon.
In 1517 werd hij reeds kardinaal gecreëerd. Daarna was hij bisschop van Padua (1524), bisschop van Narbonne (1551), bisschop van Albano (1555), bisschop van Frascati (1557), bisschop van Porto-Santa Rufina (1562) en bisschop van Ostia (1564).
Hij was een beschermheer van de kunsten. Hij liet een huis bouwen in Montagnana (Villa Pisani) en liet Paolo Veronese een altaarstuk schilderen voor de kathedraal aldaar.
Hij werd begraven in de basiliek van San Marco in Rome. Op het Prato della Valle in Padua staat een standbeeld van hem (nr. 70).